# Louise Quinn
Louise Catherine Quinn (* 17. Juni 1990 in Blessington, County Wicklow) ist eine irische ehemalige Fußballnationalspielerin.

## Karriere

### Vereine
Quinn startete ihre Karriere in der Jugend des Blessington Boys Club, bevor sie 2000 in die Frauenmannschaft des Lakeside FC ging. Nach vier Jahren bei Lakeside wechselte sie im Jahr 2004 zum Erstligisten Peamount United. In der Saison 2008 wurde sie Kapitänin der Mannschaft und erreichte mit dieser das Finale des FAI Women’s Cup, welches jedoch im Richmond Park gegen den St. Francis FC mit 1:2 verloren ging. Anfang 2010 lief Quinn, für ein halbes Jahr für die UCD Waves auf. Im Spätherbst 2010 zog sie abermals in das Pokalfinale des FAI Women’s Cups ein und gewann mit 4:2 über Salthill Devon den Pokal. Ein Jahr später, im August 2011, sorgte Quinn mit einem Hattrick gegen den slowenischen Meister ŽNK Krka beim 7:0 in der UEFA Women’s Champions League für Schlagzeilen.
Quinn verließ im Dezember 2012 Irland und ging als Aupair nach Portland, Oregon in die USA.
Im Januar 2013 unterschrieb die Abwehrspielerin in Schweden beim Zweitligisten Eskilstuna United, mit dem sie am Saisonende als Meister der Elitettan in die Damallsvenskan aufstieg. Beste Platzierung war der zweite Platz in der Saison 2015, wodurch die Mannschaft an der UEFA Women’s Champions League 2016/17 teilnehmen durfte. Nach Siegen im Sechzehntelfinale gegen den schottischen Meister Glasgow City FC (1:0 und 2:1), wurde im Achtelfinale mit 1:5 und 0:3 gegen den deutschen Vizemeister VfL Wolfsburg verloren. Quinn kam in den vier Spielen zum Einsatz, wobei sie keine Minute verpasste.
Im Winter 2017 absolvierte Quinn ein Probetraining beim FF USV Jena, schloss sich aber am 15. Februar 2017 Notts County Ladies FC an. Nachdem der Verein seine Mannschaft zurückgezogen hatte, wechselte sie im Mai 2017 zum Arsenal Women FC. Dort wurde sie in der Saison 2018/19 englische Meisterin und konnte an der UEFA Women’s Champions League 2019/20 teilnehmen. Hier kam sie im Auswärtsspiel beim AC Florenz des Sechzehntelfinales und den beiden Achtelfinalspielen gegen Slavia Prag zum Einsatz. Da sie nach sechs Spielen der Saison 2019/20 nach dem COVID-19-bedingten Abbruch zum AC Florenz wechselte, konnte sie im Finalturnier der Champions League nicht mehr eingesetzt werden.
Nach einer Saison in der Serie A Femminile, in der sie mit ihren Club den 4. Platz erreichte, wechselte sie zur Saison 2021/22 zurück in die englische FA WSL zum Birmingham City LFC, wo sie einen Zweijahreskontrakt abschloss.
Am 29. April 2025 gab sie ihr Karriereende bekannt.

### Nationalmannschaft
Quinn ist seit 2008 A-Nationalspielerin für Irland und gab ihr Länderspieldebüt beim 4:1 über Polen im Februar 2008, als sie in der 89. Minute für Naimh Fahey eingewechselt wurde. Im Oktober 2008 nahm sie an den historischen Spielen in den Play-offs zur Fußball-Europameisterschaft der Frauen teil, welches bis Oktober 2022 als größter Erfolg in der Geschichte des irischen Frauenfußballs galt. Im Oktober 2022 qualifizierte sie sich mit ihrer Mannschaft durch einen 1:0-Sieg in den Play-offs gegen Schottland für die Weltmeisterschaft 2023 und damit erstmals für ein großes Fußballturnier.
Am 14. November 2022 bestritt sie im Freundschaftsspiel gegen Marokko, das sich ebenfalls auch erstmals für die WM qualifiziert hat, ihr 100. Länderspiel.
Quinn war zuvor Mannschaftskapitän der irischen U19-Auswahl und bestritt in dieser Funktion 25 Länderspiele. Zudem hat sie fünf Länderspiele für die U17-Nationalmannschaft vorzuweisen.
Am 28. Juni 2023 wurde sie für den finalen WM-Kader nominiert. Sie kam in den drei Gruppenspielen der Irinnen zum Einsatz nach denen sie ausschieden.
In der Qualifikation für die EM 2025 kam sie in den sechs Gruppenspielen zum Einsatz. Die Irinnen verpassten als Gruppenletzte die direkte Qualifikation, hatten aber noch die Chance sich über die Play-offs zu qualifizieren, scheiterten aber letztlich an Wales, wobei sie aber verletzungsbedingt nicht eingesetzt wurde.  Am 3. Juni 2025 wurde sie im Nations-League-Spiel gegen Slowenien zu ihrem 122. und letzten Länderspiel eingewechselt.

### Erfolge
FAI Women’s Cup
- 2010

Elitettan
- Meisterschaft und Aufstieg in die Damallsvenskan 2012

WSL-Cup
- Gewinnerin 2017/2018

FA Women’s Super League
- Meisterschaft 2018/19

## Persönliches
Quinn erhielt im Oktober 2008 ein Stipendium des irischen Fußballverbandes für ihr Studium an der Universität Dublin. Sie vertrat ihr Heimatland bei der Sommer-Universiade 2009 im serbischen Belgrad.